# Massacre de Stara Zagora
Le massacre de Stara Zagora (en bulgare : Старозагорско клане) fut le massacre d'environ 14 000 civils bulgares chrétiens, accompagné de l'incendie et de la destruction complète de la ville de Stara Zagora du 31 juillet au 2 août 1877, commis par les troupes ottomanes régulières de Süleyman Hüsnü Pacha,,,,.

## Déroulement des événements
Après la libération de Kazanlak et Stara Zagora par les troupes du maréchal Gourko le 22 juillet 1877, la population de Stara Zagora atteignit rapidement près de 40 000 personnes, car beaucoup de réfugiés des villages voisins arrivaient dans la ville en quête de protection, par crainte de l'armée ottomane et des unités irrégulières de bachi-bouzouks qui sillonnaient la région. 
Au même moment, plusieurs détachements cosaques de Gourko se sont lancés dans la libération des villes et villages voisins du sud des Balkans. Par exemple, ces unités ont libéré les villes de Kalofer et Karlovo, entre le 23 et le 29 juillet 1877. 
Touts ces évènements ont finalement abouti à des résultats terribles, car elles ont attiré l'attention de l'Empire Ottoman. Karlovo est pillée et mise à sac le 30 juillet par l'armée ottomane régulière accompagnée de bachi-bouzouks, engendrant 288 victimes civiles,  tandis que Kalofer est pillée et incendiée par les bachi-bouzouks circassiens le 7 août, engendrant 618 victimes civiles. 

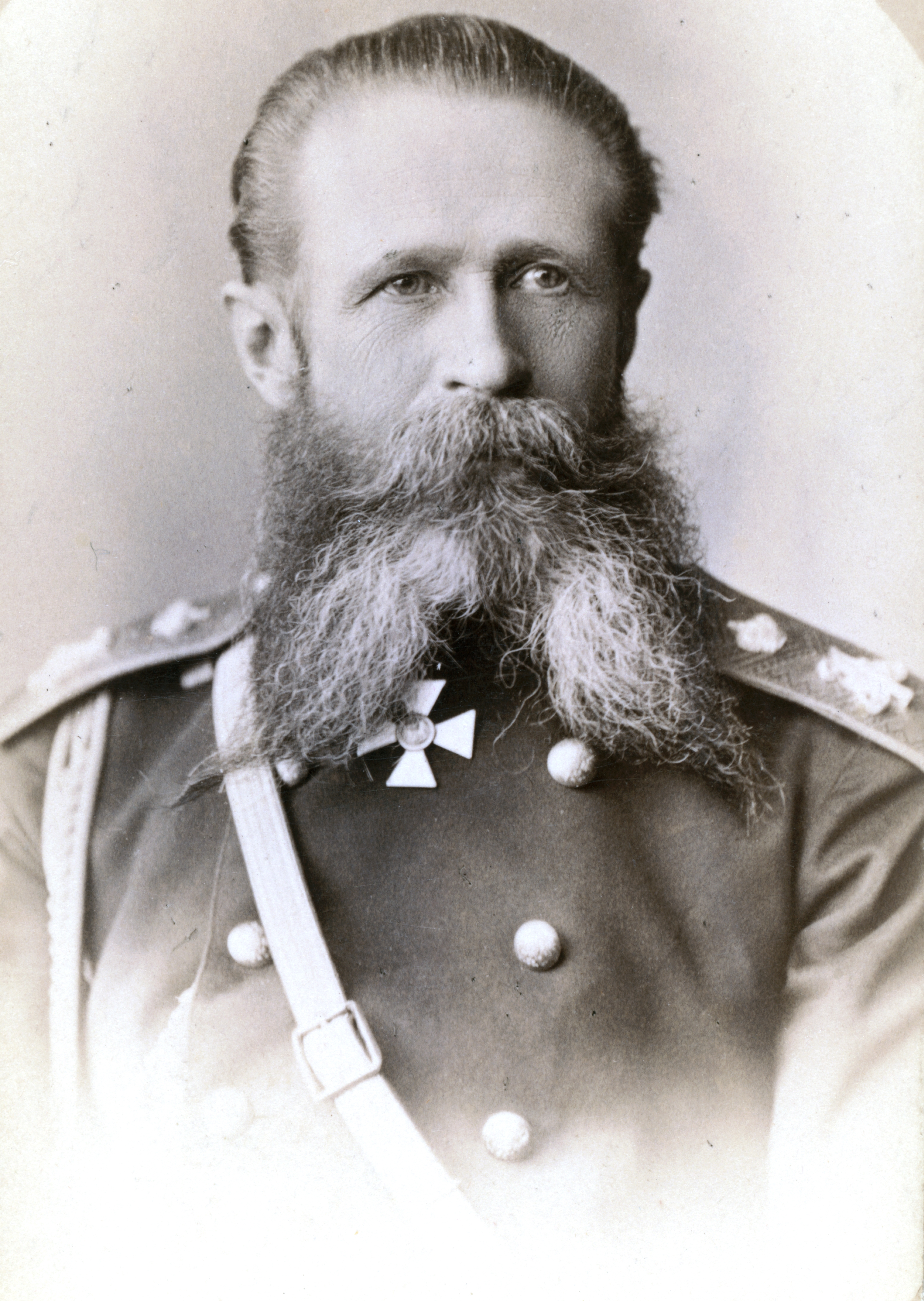
Le Comte Gurko, Commandant de l'escouade avancée russe, opérant autour de Kazanlak, Stara Zagora, Nova Zagora et Kalofer à l'été 1877.

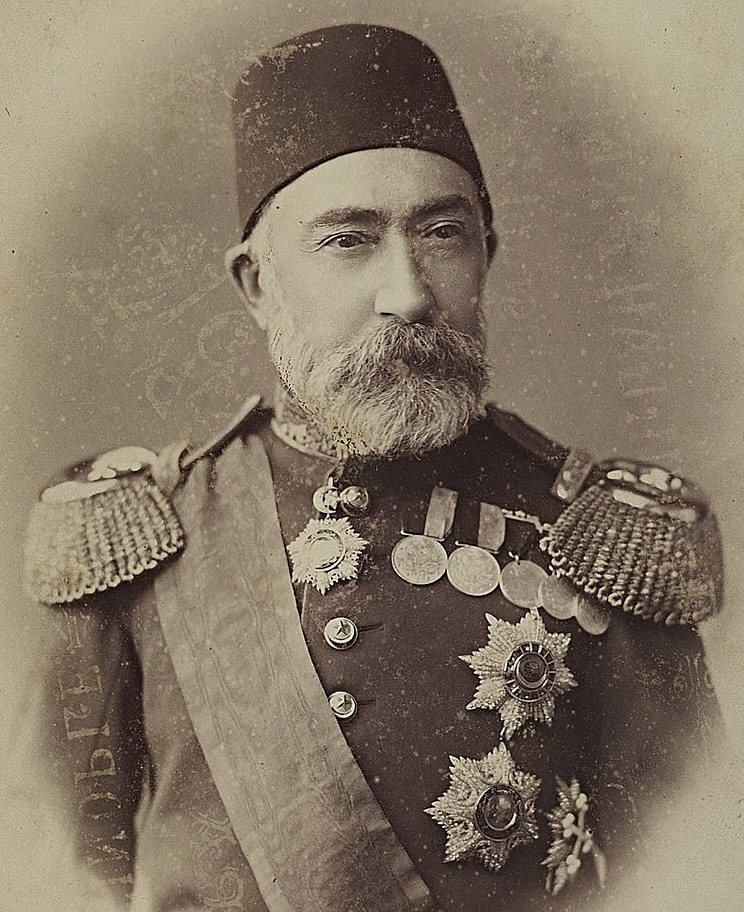
Süleyman Pacha, Commandant de l'armée ottomane lors de la bataille d'Eski Zagra

Même s'il savait que le général ottoman Süleyman Pacha se dirigeait vers Stara Zagora avec une armée de 48 000 soldats, soit 4 fois la force des troupes de Gourko, et même si la ville ne cessait de se remplir de gens paniqués,  le général Gourko n'a pas ordonné l'évacuation, mais a plutôt libéré la ville voisine de Nova Zagora le 29 juillet. Cette erreur tactique coutera la vie à plus de 14 000 personnes.
Les troupes ottomanes entrèrent par surprise dans la ville pendant la nuit du 31 juillet au 1er août. Il l'incendièrent et tuèrent une très grosse partie des civils de Stara Zagora, avec des méthodes souvent barbares, comme lors du génocide des arménien de 1915. Süleyman Pacha ordonna aux bachi-bouzouks qui l'accompagnaient de se placer sur la route de Kazanlak, pour empêcher tout civil de fuir.
Les réfugiés de Stara Zagora se retrouvèrent donc dans une impasse, leur laissant le choix soit de retourner dans le feu de la ville, soit de tenter de gravir la montagne en évitant les balles.
À la mi-août, la presse anglaise faisait déjà état d' un "massacre complet de tous les hommes bulgares découvert à Eski Zagra, Kazanlak et ailleurs". 
Plusieurs éminents historiens bulgares, dont Plamen Mitev et Plamen Tzvetkov, ont sévèrement critiqué la conduite de l'armée russe, en particulier ses incursions démonstratives et son apparente insouciance totale à l'égard du sort des civils bulgares. En particulier, Mitev voit une corrélation entre la conduite provocatrice de l’armée russe et la décharge de violence des troupes ottomanes sur la population civile bulgare dans un certain nombre de villes et villages de cette région au cours de l’été 1877, cela ne justifiant évidemment pas du tout les méthodes barbares et arriérées des bachi-bouzouks et des troupes ottomanes. L'armée russe a utilisé cette bataille pour la mythification de ses actes et sa propagande.

Un bon exemple de cette dernière est la Brève histoire de la guerre de libération, publiée en 1958, dont le but principal est de cimenter le mythe de la valeur et de la noblesse des « libérateurs russes », en grande partie aux dépens de l'objectivité ou de la vérité (ici, en particulier, faisant référence au "sauvetage" d'une grande partie de la population de Stara Zagora par les unités du comte Gourko, qui n'a jamais eu lieu) :
"Une grande partie de la population bulgare de Stara Zagora est partie avec les forces russes. Et c'est ici même que le soldat russe a montré son cœur et la grandeur de son âme. Chacun a aidé selon ses forces et ses capacités. Certains soldats portaient des enfants., d'autres aidaient à rassembler leurs affaires, et d'autres encore offraient leur dernier biscuit à leurs « pauvres bratushkas ».
Certains officiers ont adopté des orphelins dont les parents avaient été emmenés. Au crépuscule, les étoiles brillaient avec éclat sur la voûte sombre du ciel, tandis que là, au-dessus des contours capricieux de la montagne, la lueur du feu éclairait un rouge pourpre. Wails mourut au loin.
Selon le mémoire de Süleyman Pacha, les pertes des Turcs dans la bataille s'élevaient à 200 âmes. D'autres sources, moins fiables, les chiffraient, au hasard, à 1 500 âmes. L’autre camp a également subi de lourdes pertes. La milice bulgare a perdu à elle seule 572 âmes. Le bataillon du lieutenant-colonel Kalitine a subi 210 pertes, soit 37 % de son effectif.
La bataille d'Eski Zagra (Stara Zagora) fut d'une grande importance. La victoire de Süleyman Pacha a obligé nos troupes à quitter le sud de la Bulgarie et à se retirer vers les cols des Balkans... " 

## Monument

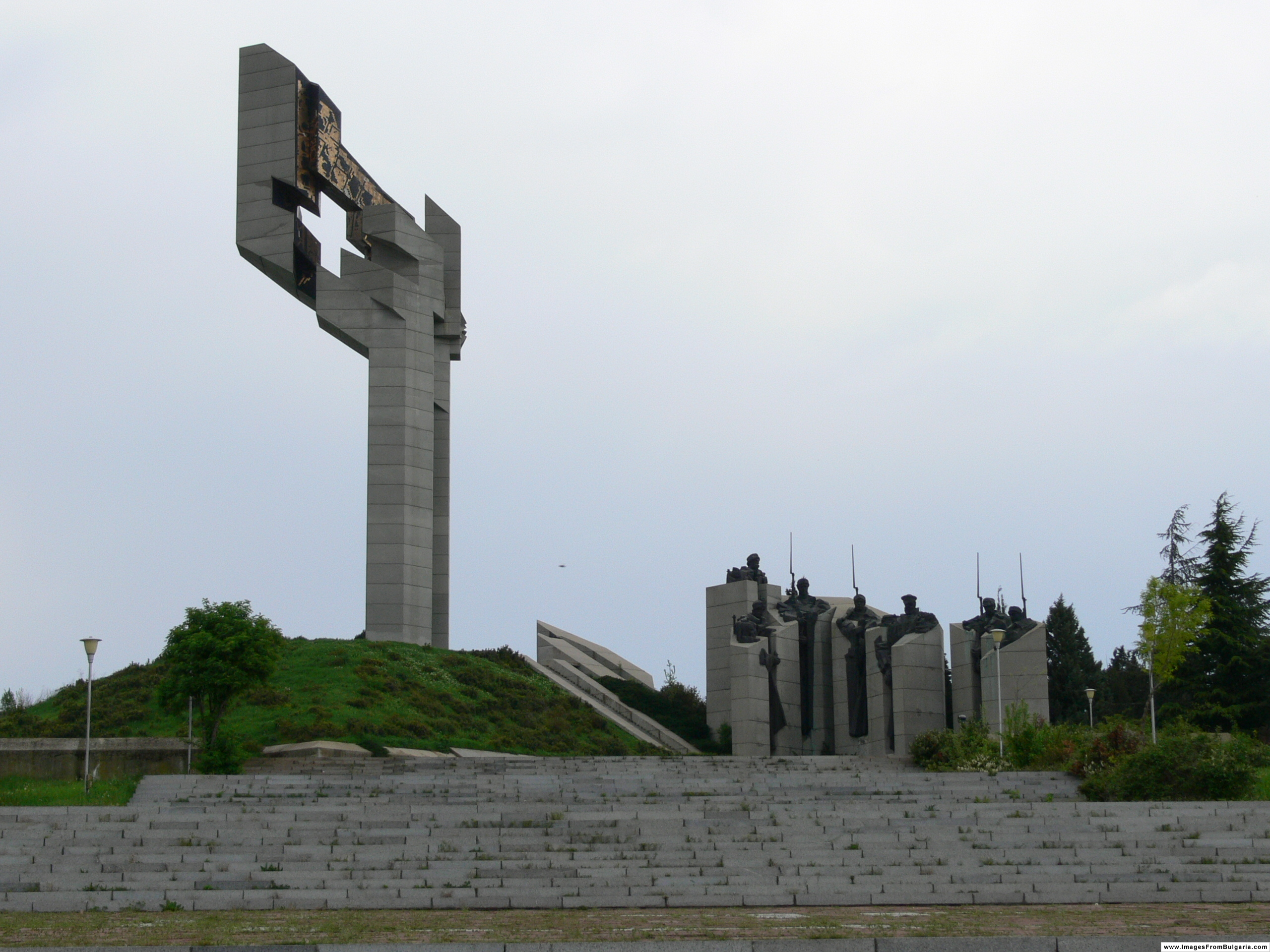
Les Défenseurs de Stara Zagora

Un monument appelé Les Défenseurs de Stara Zagora a été érigé près de la ville en l'honneur des miliciens du Corps des volontaires bulgares, qui ont combattu jusqu'à la mort. Le monument est une attraction touristique majeure de la ville.

## Voir également
- Massacre de Batak
- Bulgarie ottomane
- Empire ottoman
- Liste des massacres en Bulgarie ottomane
- La Terreur (massacre de Karlovo)
- Massacre de Boyadjik

## Ouvrages cités
- (bg) Georgi Dimitrov, Княжество България в историческо, географическо и етнографическо отношение. Продължение от част ІІ. По руско-турската война през 1877-78 г., Plovdiv,‎ 1900, 130–194 p. (lire en ligne)
- Robert William Seton-Watson, Disraeli, Gladstone, and the Eastern Question: A Study in Diplomacy and Party Politics, Psychology Press, 1971 (ISBN 9780714615134, lire en ligne)
- Georgi Georgiev et Vladislav Topalov, Кратка история на Освободителната война 1877–1878, Sofia, Bulgarian Communist Party,‎ 1958 (lire en ligne), « Battle at Eski Zagra ».